# Mikael Fridén
Mikael Fridén är en svensk organist som sedan 2014 är domkyrkoorganist i Göteborgs stift.
Fridén studerade vid Musikhögskolan i Göteborg mellan 1985 och 1990, och blev domkyrkoorganist 2014. Han har förutom traditionell medverkan i gudstjänster och konserter medverkat flera år i Göteborgs internationella orgelfestival anordnad av Göteborgs internationella orgelakademi. Han har återkommande gett konserter i Göteborgs domkyrka tillsammans med trumpetaren Salomon Helperin.
Fridén har tagit initiativ till att sprida orgelkultur till kvinnor och yngre personer, något som uppmärksammats av Kulturnämnden i Västra Götalandsregionen som 2017–2018 stödde projektet "Orgelinspiration i Västra Götaland".